# Cirigliano
Cirigliano est une commune italienne de moins de 1 000 habitants, située dans la province de Matera, dans la région Basilicate, en Italie méridionale.

## Administration
| Période                                  | Période | Identité | Étiquette | Qualité |
| ---------------------------------------- | ------- | -------- | --------- | ------- |
|                                          |         |          |           |         |
| Les données manquantes sont à compléter. |         |          |           |         |

### Communes limitrophes
Accettura, Gorgoglione, Pietrapertosa, Stigliano